# 喜士多

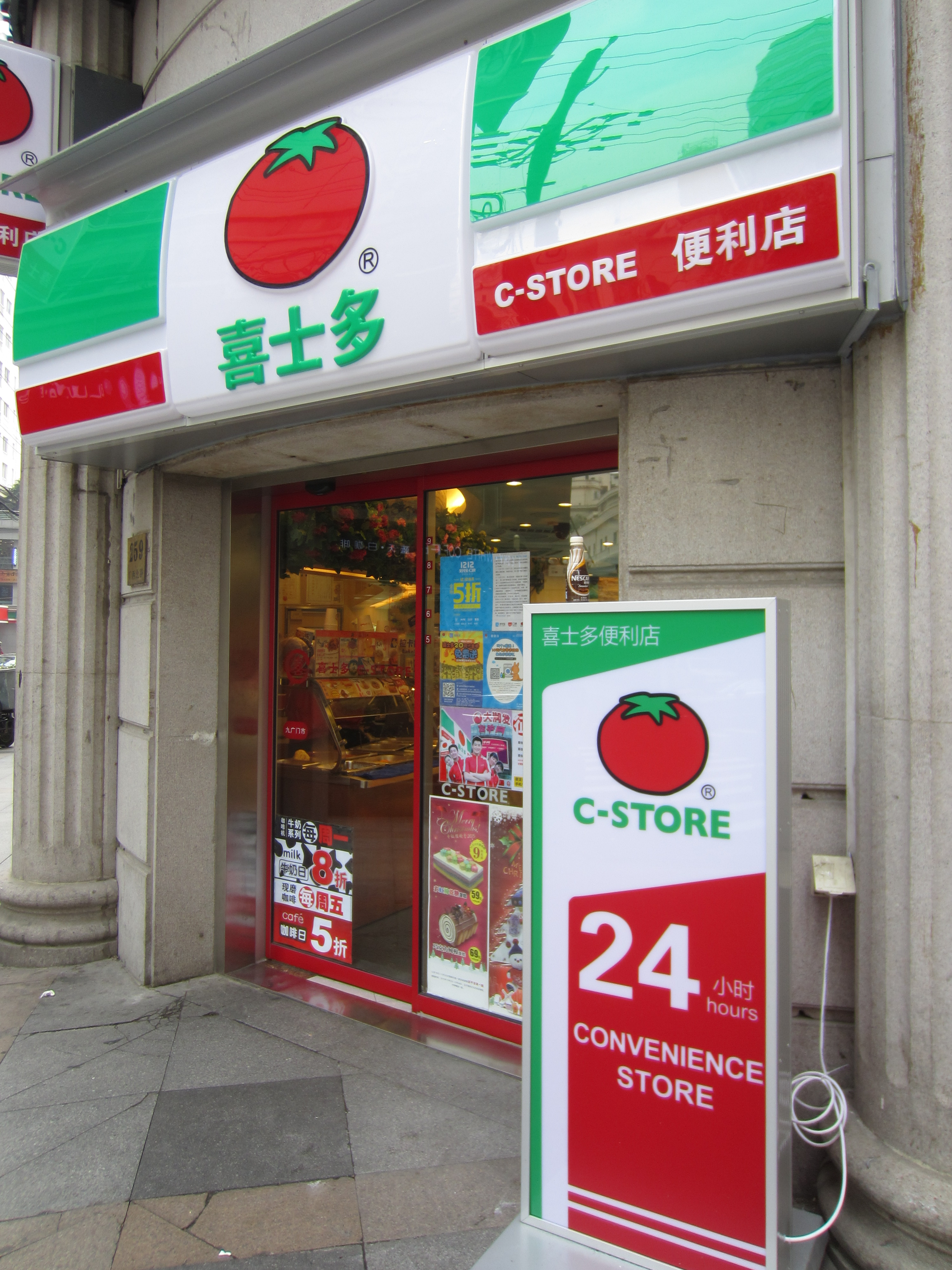
上海市的一家门店

喜士多（英語：C-store）全称是上海喜士多便利连锁有限公司，母公司是台湾润泰企业集团。

## 历史
2001年4月在上海成立，总部位于上海市静安区江场三路301号5楼，在中国大陆约有直营或加盟形式1000家门店，主要分布在中国华东和华南地区。
2018年11月阿里巴巴集团投资5亿入股喜士多，占股比例在20%-25%之间。